# Léon Bloy
Léon Bloy /le'ɔ̃ blwa/ (właściwie Marie Joseph Cain Marchenoir, ur. 11 lipca 1846 w Périgueux, zm. 3 listopada 1917 w Bourg-la-Reine) – francuski pisarz katolicki, w młodości agnostyk pełen nienawiści do Kościoła. Nawrócony pod wpływem katolickiego pisarza Barbey d’Aurevilly.

## Publikacje
- Le désespéré (1886)
- La femme pauvre (1897)
- Krew biednego (1909)
- Le mendiant ingrat (1897)
- L’invendable (1909)
- Léon Bloy devant les cochons (1894)
- Les dernières colonnes de l'Èglise (1903)
- Mon journal (1904)